# Wilhelm Mülhens
Wilhelm Mülhens (Troisdorf, 25 giugno 1762 – Colonia, 6 marzo 1841) è stato un profumiere tedesco, fondatore dell'azienda Mülhens, famosa per aver prodotto il profumo 4711.

## Biografia
Wilheml Mühlens era il sesto degli undici figli avuti da Jakob Mülhens e sua moglie Anna Volberg. Della sua vita precedente al 1796 non si sa molto.
Nel 1803 Carlo Farina, che non faceva parte della celebre famiglia di produttori di colonie, imbrogliò William Mülhens vendendogli i diritti sul nome di famiglia.
Nel 1805 Mühlens è stato il primo produttore di Acqua di Colonia, in seguito commercializzata con il nome 4711 dal 1881. Dopo le guerre Napoleoniche la sua compagnia iniziò a esportare i propri prodotti anche all'estero, arrivando ad essere disponibili a Parigi e Stralsund.
Nel 1832 Wilhelm Mülhens fu riconosciuto colpevole di aver utilizzato impropriamente il cognome "Farina", ed il contratto da lui stipulato nel 1803 fu dichiarato non valido.
Per poter continuare ad utilizzare il cognome "Farina" nel 1832 il figlio di Wilhelm Mühlens, Peter Joseph Mülhens, assunse come partner d'affari un collaboratore che si chiamava effettivamente Farina e proveniva da Mortara.